# Solange Fernex
Solange Fernex (15.4.1934 - 11.9.2006) là chính trị gia người Pháp đã đoạt Giải Tương lai phi hạt nhân năm 2001.

## Sự nghiệp
Solange Fernex (nhũ danh Solange de Turckheim) sinh ngày 15.4.1934 ở Strasbourg, Bas-Rhin, vùng Alsace, Pháp.
Năm 1973, bà là người Pháp đầu tiên đã hô hào các cử tri Pháp trong khu bầu cử Mulhouse bỏ phiếu cho đảng Sinh thái trong cuộc bầu cử quốc hội Pháp, khi bà làm ứng cử viên dự khuyết cho Henri Jenn.
Năm 1979, bà đứng đầu danh sách ứng cử viên nhóm Sinh thái châu Âu trong cuộc bầu cử Nghị viện châu Âu. Danh sách này đạt được 888.134 phiếu, tức 4, 39% số phiếu bầu
Năm 1983, bà tham gia "Cuộc ăn chay vì cuộc sống" (Jeûne pour la Vie) ở Paris, một cuộc tuyệt thực kéo dài 40 ngày nhằm đòi hỏi việc giải trừ vũ khí hạt nhân.
Năm 1984, bà là thành viên sáng lập "Đảng Xanh" (Les Verts) của Pháp.
Bà trúng cử nghị sĩ Nghị viện châu Âu nhiệm kỳ 1989-1994.
Năm 2001 – cùng với chồng là bác sĩ Michel Fernex và một số bạn – bà thành lập Hiệp hội "Enfants de Tchernobyl Bélarus" (Các thiếu nhi Chernobyl Belarus), nhằm giúp đỡ các thiếu nhi trong các vùng ở Belarus bị nhiễm phóng xạ trong vụ Thảm họa Chernobyl và giúp việc điều tra độc lập về vụ thảm họa này.
Bà cũng là chủ tịch Phân ban Pháp của Ligue internationale des femmes pour la paix et la liberté (Liên đoàn phụ nữ quốc tế vì hòa bình và tự do), và thành viên Ủy ban đỡ đầu của Coordination pour l'éducation à la non-violence et à la paix (Cơ quan phối hợp cho việc giáo dục phi bạo hành và cho hòa bình). 

## Từ trần
Solange Fernex qua đời ngày 11.9.2006 tại tư gia ở Biederthal, gần biên giới Thụy Sĩ, do bị ung thư.

## Giải thưởng
- Giải Tương lai phi hạt nhân năm 2001.

## Tác phẩm tham khảo

### Sách
- Jean-Pierre Kintz, « Marguerite Solange Fernex », in Nouveau dictionnaire de biographie alsacienne, vol. 44, p. 4597
- Elisabeth Schulthess, Solange Fernex, l'insoumise. Écologie, féminisme, non-violence, Collection Écologie, Ed. Yves Michel, octobre 2004. ISBN 2-913492274
- (Témoignages recueillis par) Solange Fernex, La Vie pour la vie: jeûne pour la vie: août-septembre 83, Ed. Utovie, Collection Pour que la joie demeure, 1985.

### Phim
- Solange Fernex, une vie pour la vie, Daniel Coche, dora films, octobre 2006[3].